# Хаджидимитровски проход
Хаджидимитровският проход е нископланински проход (седловина) в най-източната част на Сърнена Средна гора, в Община Тунджа, област Ямбол. Той е един от най-ниските планински проходи в България.
Проходът е с дължина 4,3 km и надморска височина на седловината – 223 m. Свързва южната част на Сливенската котловина на север със северозападната част на Ямболското поле на юг.
Проходът започва на 140 m н.в. при „детелината“ на автомагистрала Тракия и се насочва на югоизток, нагоре по северния склон на Сърнена Средна гора. След около 3,5 km преодолява седловината на 223 m н.в. и след още 0,8 км слиза в северозападната част на Ямболското поле, северозападно от град Ямбол и завършва на 190 m н.в.
През него преминава участък от 4,3 km от второкласния Републикански път II-53 (от km 135,3 до km 139,6) Поликраище – Сливен – Ямбол – Средец. Поради ниската си надморска височина проходът е лесно проходим и пътят през него се поддържа целогодишно за преминаване на моторни превозни средства.

## Топографска карта
- Лист от карта K-35-53. Мащаб: 1 : 100 000.